# Condylostylus biseta
Condylostylus biseta är en tvåvingeart som beskrevs av Becker 1922. Condylostylus biseta ingår i släktet Condylostylus och familjen styltflugor.
Artens utbredningsområde är Colombia. Inga underarter finns listade i Catalogue of Life.